# Distrito electoral de Rock Creek (condado de Lancaster, Nebraska)
Rock Creek (en inglés: Rock Creek Precinct) es un distrito electoral ubicado en el condado de Lancaster en el estado estadounidense de Nebraska. En el Censo de 2010 tenía una población de 582 habitantes y una densidad poblacional de 6,14 personas por km².

## Geografía
Rock Creek se encuentra ubicado en las coordenadas 41°0′33″N 96°37′50″O / 41.00917, -96.63056. Según la Oficina del Censo de los Estados Unidos, Rock Creek tiene una superficie total de 94.72 km², de la cual 94.65 km² corresponden a tierra firme y (0.07%) 0.06 km² es agua.

## Demografía
Según el censo de 2010, había 582 personas residiendo en Rock Creek. La densidad de población era de 6,14 hab./km². De los 582 habitantes, Rock Creek estaba compuesto por el 95.7% blancos, el 0.52% eran afroamericanos, el 0% eran amerindios, el 0.34% eran asiáticos, el 0.17% eran isleños del Pacífico, el 0.86% eran de otras razas y el 2.41% pertenecían a dos o más razas. Del total de la población el 2.06% eran hispanos o latinos de cualquier raza.